# 쓰유키 가즈토
쓰유키 가즈토(일본어: 筑城 和人, 1984년 8월 14일 ~ )는 일본의 전 축구 선수이다.

## 구단 경력
과거 나고야 그램퍼스, 도쿠시마 보르티스, 로아소 구마모토에서 활동하였다.